# Selwyn Maister
Selwyn Gerald Maister (ur. 24 maja 1946 w Christchurch) – nowozelandzki hokeista na trawie. Złoty medalista olimpijski z Montrealu.
Zawody w 1976 były jego trzecimi igrzyskami olimpijskimi. Debiutował w 1968, brał także udział w turnieju w 1972. Łącznie rozegrał 24 spotkania (2 gole). W składzie zwycięskiej drużyny był także jego brat Barry. Uznanymi nowozelandzkimi hokeistami byli również inni członkowie ich rodziny. W latach 1973–1974 był kapitanem drużyny narodowej.